# Südliche Schirrantilope
Die Südliche Schirrantilope (Tragelaphus sylvaticus) ist eine mittelgroße afrikanische Antilopenart aus dem Artenkomplex der Buschböcke. Sie ist im südlichen und östlichen Afrika weit verbreitet. Das Verbreitungsgebiet reicht von Südafrika im Süden bis in den Süden des Südsudans im Norden.

## Merkmale

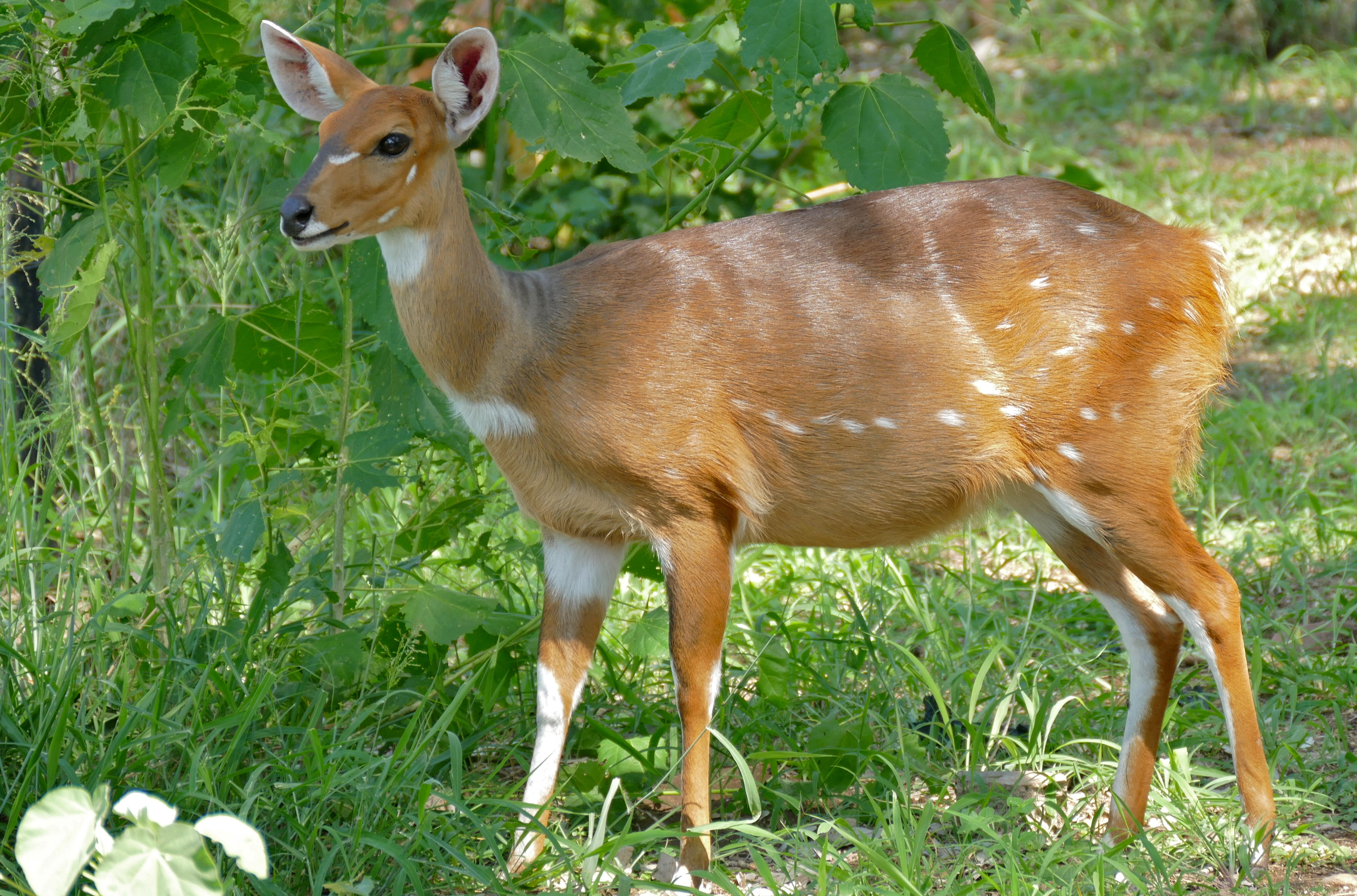
Weibchen der Südlichen Schirrantilope

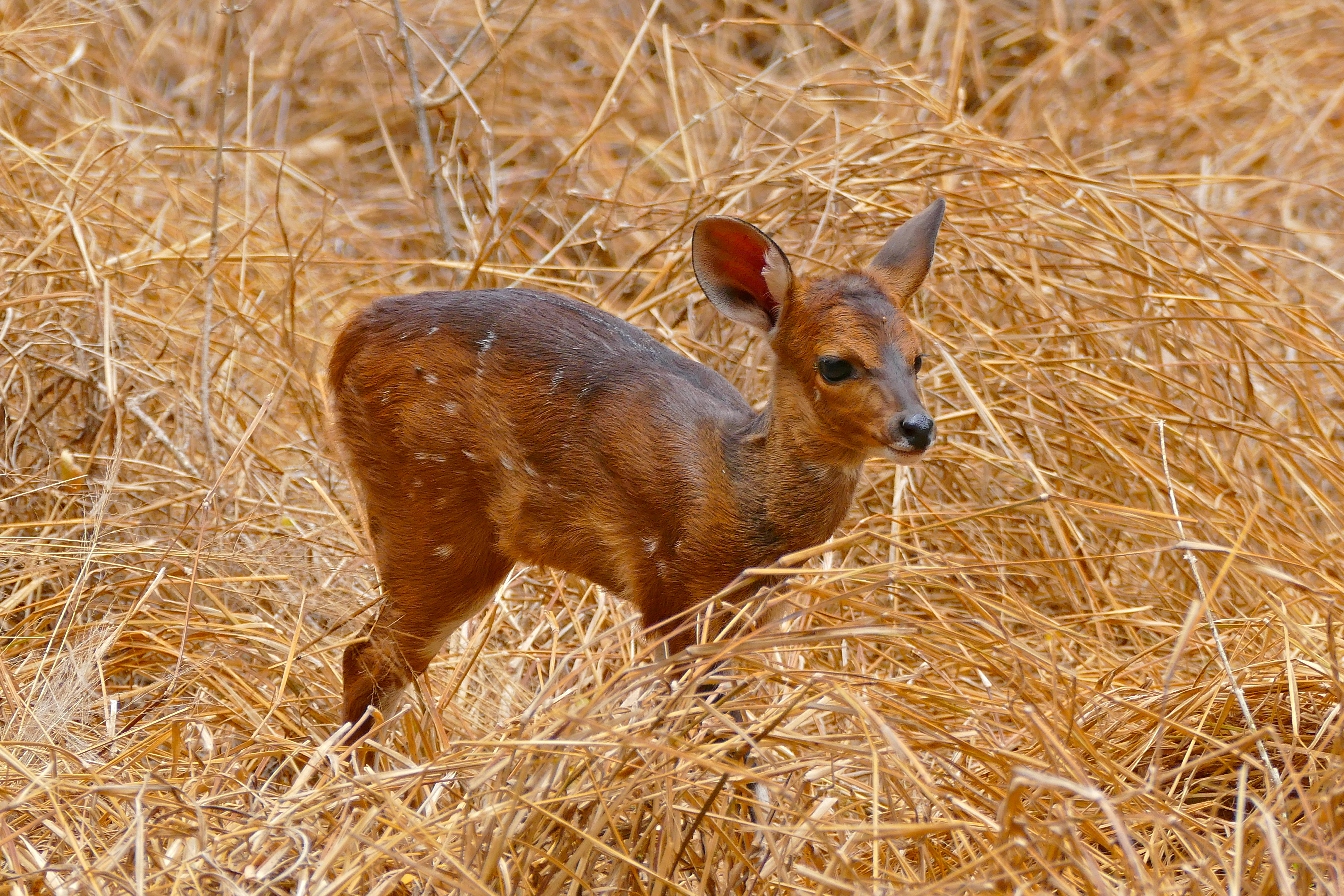
Kalb der Südlichen Schirrantilope

Wie alle Buschböcke ist die Südliche Schirrantilope eine mittelgroße Antilope, die einen deutlichen Geschlechtsdimorphismus zeigt. Die folgenden Maßangaben gelten für alle Buschböcke. Genauere Angaben für die Südliche Schirrantilope liegen bis jetzt nicht vor. Die Kopf-Rumpf-Länge der Männchen liegt bei 117 bis 145 Zentimeter, ihre Schulterhöhe beträgt 64 bis 100 Zentimeter und sie wiegen ca. 40 bis 80 kg. Weibchen sind 61 bis 85 Zentimeter lang, die Schulterhöhe liegt bei 61 bis 85 Zentimeter und sie werden 24 bis 60 kg schwer. Im Durchschnitt liegt das Gewicht der Männchen bei 160 % des Gewichts der weiblichen Exemplare. Der Schwanz der Tiere ist 19 bis 24 Zentimeter lang. Die Fellfärbung und die Zeichnung der Südlichen Schirrantilope ist sehr variabel. Die Weibchen sind dunkel gelbbraun bis rötlichbraun gefärbt, wobei die Schultern und der obere Bereich der Vorderbeine heller gefärbt sind. Jüngere Männchen sind rotbraun gefärbt, ältere dunkelbraun mit einem kastanienbraunen Rücken und dunkel grau-braunen Seiten. Die bei den Weibchen und jungen Männchen vorhandenen Quer- oder Längsstreifen an den Körperseiten verblassen bei älteren Männchen. Im westlichen Uganda und im östlichen Teil der Demokratischen Republik Kongo sind die Männchen heller und zeigen eine deutliche weiße Zeichnung, am Mount Elgon im östlichen Uganda sind sie dunkel rotbraun gefärbt und abgesehen von einigen Flecken auf der Brust fehlt beiden Geschlechtern die weiße Zeichnung. Stirn und Schnauzenoberseite der Südlichen Schirrantilope sind dunkel, unterhalb der Augen befindet sich je ein weißer Fleck. Auch die Kehle ist weiß. Der Schwanz ist relativ kurz, langhaarig und buschig. Die Oberseite hat die gleiche Farbe wie der Rücken, die Unterseite ist weiß und die Spitze in den meisten Fällen schwarz. Ohren und Augen sind relativ groß. Entlang der Rückenmittellinie verläuft ein kammartiger Haarstreifen. Die Hinterbeine sind etwas länger als die Vorderbeine. Nur die Männchen besitzen Hörner. Diese sind fast gerade, gekielt und spiralig gewunden, aber normalerweise nur mit einer Windung. Bei jungen Böcken werden sie im Alter von ca. sechs Monaten sichtbar. Die durchschnittliche Hornlänge liegt bei 29,5 Zentimeter. Leistendrüsen sind vorhanden. Sie befinden sich vor den Milchdrüsen. Männliche Schirrantilopen haben 33 diploide Chromosomen, weibliche 34.

Das Verbreitungsgebiet der Südlichen Schirrantilope

Die Zahnformel lautet: {\displaystyle {\frac {0.0.3.3}{3.1.3.3}}}.

## Lebensraum und Lebensweise
Die Südliche Schirrantilope kommt in einer Vielzahl von Habitaten vor, darunter sind Wälder, Waldränder, Miombo-Trockenwälder, Akaziendickichte und verbuschte Dünen an den Küsten. Sie ist vor allem dämmerungs- und nachtaktiv und verbringt den größten Teil des Tages versteckt zwischen Vegetation. Die von den Antilopen genutzten Territorien sind in der Regel klein und nur wenige Hektar groß. Sie sind reine Pflanzenfresser und nehmen vor allem Nahrung zu sich, die sie in Kopfhöhe abpflücken können, darunter die Blätter von Lycium afrum und Schotia afra, die in vielen untersuchten Kotproben nachgewiesen wurden. Oft halten sie sich in der Nähe von Impalas oder Pavianen auf, wahrscheinlich um eher vor Beutegreifern gewarnt zu werden. Südliche Schirrantilopen vermehren sich das ganze Jahr über. Die Trächtigkeit dauert etwa sechs Monate.

## Systematik
Die Südliche Schirrantilope wurde 1780 durch den schwedischen Naturforscher Anders Sparrman unter der Bezeichnung Antilope sylvatica erstmals wissenschaftlich beschrieben. Die Gattung Tragelaphus wurde 1816 durch den französischen Zoologen Henri de Blainville eingeführt. In der Familie der Hornträger (Bovidae) gehört sie zur Unterfamilie Bovinae und der Tribus Tragelaphini.

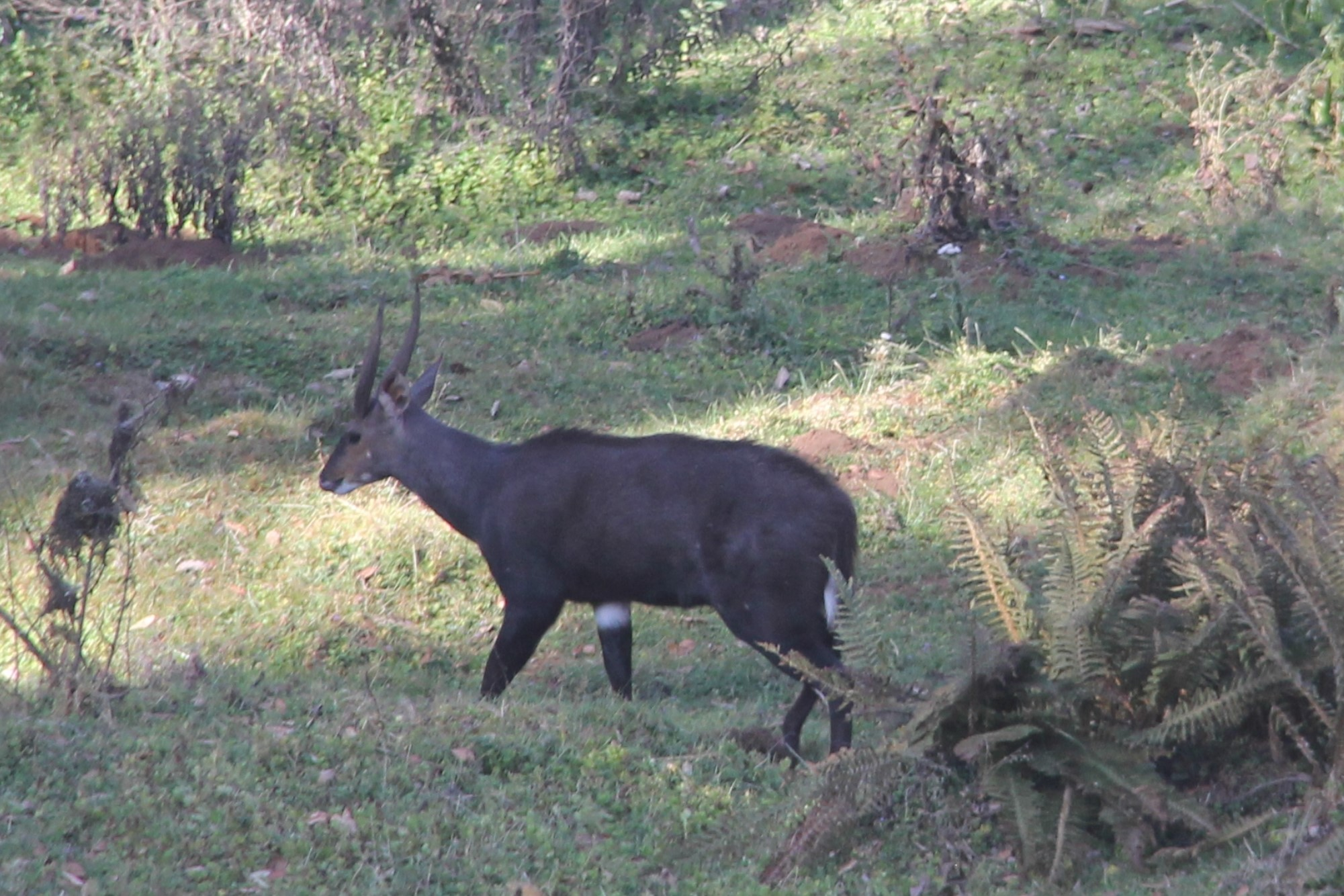
Hochland-Schirrantilope (T. meneliki)

Bis zur Revision der Hornträger im Jahr 2011 durch Colin Groves und Peter Grubb war die Südliche Schirrantilope nur eine Unterart des Buschbocks (Tragelaphus scriptus). Groves und Grubb erhoben alle acht Unterarten des Buschbocks zu eigenständigen Arten und fassten diese zu zwei Artengruppen zusammen, die Tragelaphus scriptus-Gruppe in Westafrika, Zentralafrika und Teilen des Kongobeckens und die Tragelaphus sylvaticus-Gruppe in Ostafrika, dem südlichen Afrika und Angola. Außer der Südlichen Schirrantilope gehören zur Tragelaphus sylvaticus-Gruppe die Ostküsten-Schirrantilope (T. fasciatus) im südlichen Somalia und in den Küstenregionen von Kenia, die Hochland-Schirrantilope (T. meneliki) in Äthiopien und die Sambia-Schirrantilope (T. ornatus) im südlichen Kongobecken, Sambia und Angola.

## Gefährdung
Die IUCN unterscheidet nicht zwischen den verschiedenen Arten der Buschböcke, hält den Artenschwarm aber für ungefährdet. Die Südliche Schirrantilope hat das Verbreitungsgebiet mit der größten Nord-Süd-Ausdehnung aller Buschbockarten und profitiert wahrscheinlich von ihrer eher versteckten Lebensweise und den zahlreichen Schutzgebieten in ihrem Verbreitungsgebiet.